# Rheinlandbastard

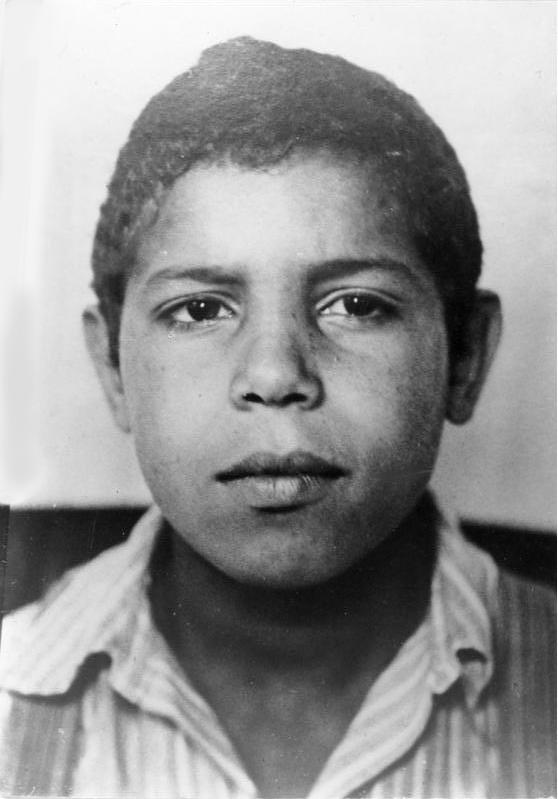
Junger Rheinländer, der in der Zeit des Nationalsozialismus als Bastard und erbkrank klassifiziert wurde

Rheinlandbastard ist eine abwertende Bezeichnung, die in Deutschland seit dem Ende des Ersten Weltkrieges bis zur Zeit des Nationalsozialismus für Kinder verwendet wurde, die einen schwarzen Vater und eine weiße Mutter hatten.
Bastard ist eine alte (fast nur noch als Schimpfwort verwendete) Bezeichnung für ein uneheliches Kind, häufig das Kind einer ledigen Mutter.

## Historie des Begriffs
Die Bezeichnung Rheinlandbastard stammt aus der Zeit, als französische Truppen das Rheinland besetzten (1918–1930). Einige dieser Truppen stammten aus den Kolonien Frankreichs in Afrika und durch Verbindungen mit einheimischen Frauen wurden afrikanisch-deutsche Kinder geboren, die, ebenso wie ihre Mütter, erheblicher Diskriminierung durch die deutsche Bevölkerung ausgesetzt waren.
Die meisten Schwarzen in Deutschland waren in dieser Zeit jedoch Kinder der deutschen Kolonisten in Afrika, die Kinder mit einheimischen Frauen hatten. Mit dem Verlust der Kolonien nach dem Ersten Weltkrieg – geregelt im Friedensvertrag von Versailles – kamen einige der Kolonisten mit ihren Familien nach Deutschland.
In Mein Kampf beschrieb Adolf Hitler die französische Stationierung von „Negern“ im Rheinland als eine gezielte Strategie von „Juden“, durch die „dadurch zwangsläufig eintretende Bastardierung die ihnen verhaßte weiße Rasse zu zerstören, von ihrer kulturellen und politischen Höhe zu stürzen und selber zu ihren Herren aufzusteigen“. Von Westen her droht für Hitler ein gewaltiges, geschlossenes Siedlungsgebiet vom Rhein bis zum Kongo, … erfüllt von einer aus dauernder Bastardisierung langsam sich bildenden niederen Rasse. Alfred Rosenberg schrieb im Mythus des 20. Jahrhunderts:

„(Frankreich steht) heute an der Spitze der Verköterung Europas durch die Schwarzen … und (ist) somit kaum noch als ein europäischer Staat zu betrachten, vielmehr als ein Ausläufer Afrikas, geführt von den Juden.“

Die juristische Festlegung dieser rassistischen Geringschätzungen behinderte keineswegs eine Fortsetzung von Karrieren nach 1945, wie das Beispiel von Franz Massfeller zeigt. Massfeller publizierte von Anfang der 1930er Jahre bis 1945 zum Familien- und zum Personenstandsrecht und auch späterhin bis zu seinem Tod Mitte der 1960er Jahre. Er war, ohne NSDAP-Mitglied zu sein, Herausgeber und Autor des 1. Kommentars zum Blutschutz- und Ehegesundheitsgesetz. Als Mitarbeiter des Reichsjustizministeriums nahm er an zwei Folgekonferenzen der Wannsee-Konferenz teil. 1949 setzte er seine Karriere als Ministerialbeamter im Bundesjustizministerium fort:

„Nicht nur durch deutsch-jüdische Mischungen wird die Reinheit des deutschen Blutes gefährdet. Auch die Mischung anderen artfremden Blutes mit deutschem Blut ist für die Weiterentwicklung des Volkes nachteilig (…) Als Träger artfremden Blutes werden (…) die Negerbastarde im Rheinland und die in Deutschland sich aufhaltenden Zigeuner in Betracht kommen.“

## Zwangssterilisierung
In der nationalsozialistischen Rassentheorie wurden solche „Mischprodukte“ als „faulige Bastardbrut“ noch negativer beurteilt als die „gesunden, wenn auch primitiven und tiefstehenden Menschenkinder“ „unvermischter“ Bevölkerung Schwarzafrikas, vor allem aber wurden sie als Schwächung und Gefährdung der „germanischen Rasse“ gesehen und daraus die staatliche Pflicht abgeleitet, „einer weiteren Bastardierung grundsätzlich Einhalt“ zu gebieten. Dennoch wurden keine Gesetze gegen die schwarze Bevölkerung oder gegen die Kinder der „Mischabstammung“ erlassen. Jedoch wurde eine inoffizielle Gruppe, die „Sonderkommission 3“, eingesetzt, um das „Problem der Rheinlandbastarde“ zu „beheben“. Organisiert von Eugen Fischer und unter Beteiligung von Fritz Lenz wurde beschlossen, diese Kinder zu sterilisieren.
Die Umsetzung des Programms begann 1937, indem lokale Beamte angewiesen wurden, über alle „Rheinlandbastarde“ unter ihrer Verwaltung zu berichten. Insgesamt wurden etwa 400 Kinder mit erfasster „Mischabstammung“ zwangssterilisiert. Manche Historiker gehen auch von bis zu 800 Betroffenen aus. Da diese Sterilisierungen im Unterschied zu anderen Sterilisierungsprogrammen der Nationalsozialisten keine gesetzliche Grundlage hatten, waren sie auch schon damals illegal.

## Dokumentarfilm
- Sie nannten sie die Kinder der Schande. 2019, Regie Dominik Wessely, ZDF, 52 Minuten